# Червато, Серджо
Серджо Червато (итал. Sergio Cervato; 22 марта 1929, Карминьано-ди-Брента, Венеция — 9 октября 2005, Флоренция) — итальянский футболист, защитник. По завершении игровой карьеры — футбольный тренер. В качестве игрока прежде всего известен выступлениями за клуб «Фиорентина», а также за сборную Италии.

## Клубная карьера
Профессиональный дебют Серджо состоялся в 1948 году выступлениями за команду «Фиорентина», в которой провёл одиннадцать сезонов, приняв участие в 316 матчах чемпионата. Большую часть времени, проведённого в составе «Фиорентины», был основным игроком защиты.
С 1959 по 1961 год защищал цвета клуба «Ювентус».
Завершил профессиональную игровую карьеру в клубе СПАЛ, за которую сыграл 4 года (1961—1965).

## Карьера тренера
Начал тренерскую карьеру вскоре после завершения карьеры игрока, в 1966, возглавив тренерский штаб клуба «Пескара».
Через год возглавлял команду «Трани».
Последним местом тренерской работы был клуб «Эмполи», который возглавлял в качестве главного тренера до 1970 года.

## Выступление за сборную
В 1951 году дебютировал за национальную сборную Италии. На протяжении карьеры в национальной команде, которая длилась 10 лет, провёл в форме главной команды страны 28 матчей, забив 4 гола. В составе сборной был участником чемпионата мира 1954 в Швейцарии]].

## Достижения

### «Фиорентина»
- Чемпион Италии: 1955/56
- Вице-чемпион Италии: 1956/57, 1957/58, 1958/59
- Финалист Кубка Италии: 1958/59, 1959/60
- Финалист Кубка европейских чемпионов 1957 года.

### «Ювентус»
- Чемпион Италии: 1959/60, 1960/61
- Обладатель Кубка Италии: 1959/60